# Jan Brouwer
Jan Brouwer  (Arnhem, 16 de julio de 1950) es un escultor y pintor de los Países Bajos.
Brouwer estudió en la Academia Minerva, en Groninga. 
Junto con el artista, igualmente nacido en Arnhem Bas Lugthart trabajó en la  obra Nauja Produktie No.2.
Es el autor de impresionantes obras de arte a lo largo de la carretera provincial 379 que une Drentse con Borger-Odoorn, como la línea quebrada de 1989.
En la orilla del Stadskanaal,  Brouwer instaló  Fort Datema (o: La casa de la negra mujer y el hombre blanco - ver foto) a lo largo de la Old Kerkpad entre Veenhuizen y Onstwedde.

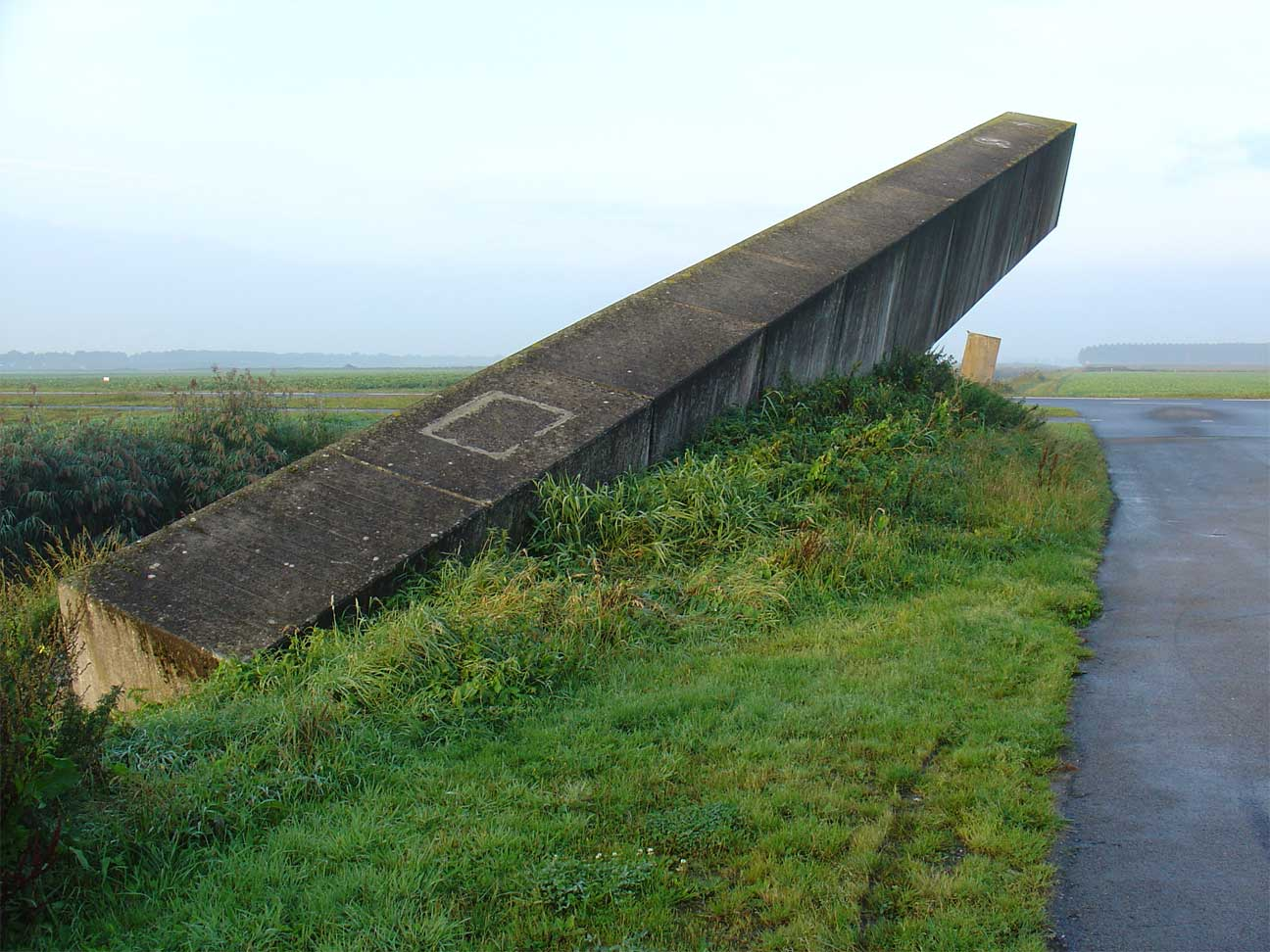
Obra realizada junto con Bas Lugthart
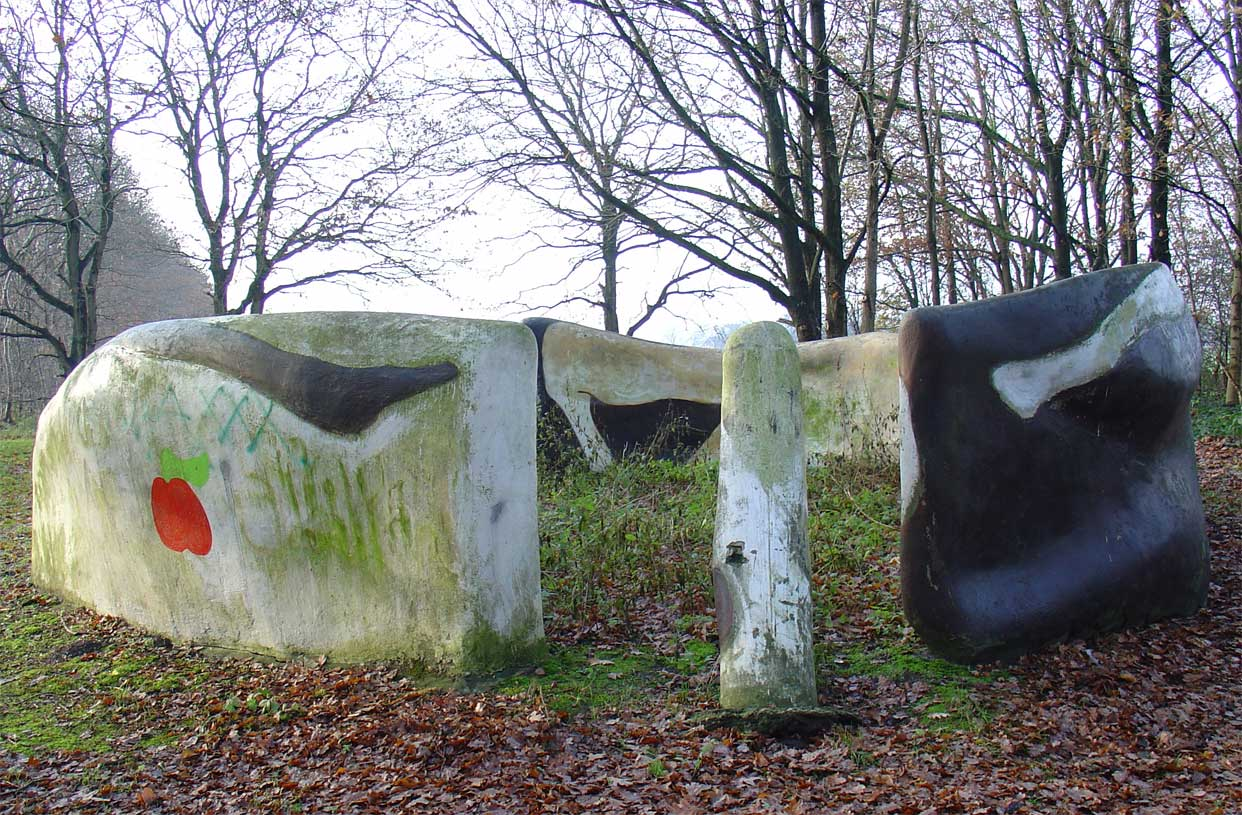
Fort Datema de Jan Brouwer (1986)